# 饒秀
饒秀，字仲實，號東津，河南汝寧府固始縣人，明朝政治人物、進士出身。

## 生平
正德十四年（1519年）己卯科河南鄉試舉人，嘉靖五年（1526年）丙戌科三甲名進士，授太常寺博士，八年四月选授户科給事中，九年六月升刑科右，十一年升兵科左，十二年四月科道官奉旨互相糾劾，饒秀為台臣所糾，被令冠帶閒住。